# آبشار راوانا
آبشار راوانا (به انگلیسی: Ravana Falls) آبشاری است که در سری‌لانکا واقع شده و ارتفاع کلی ریزشگاه آن ۲۵ متر (۸۲ فوت) است.